# 阿爾河 (蘭河支流)
50°22′7″N 8°0′20″E / 50.36861°N 8.00556°E

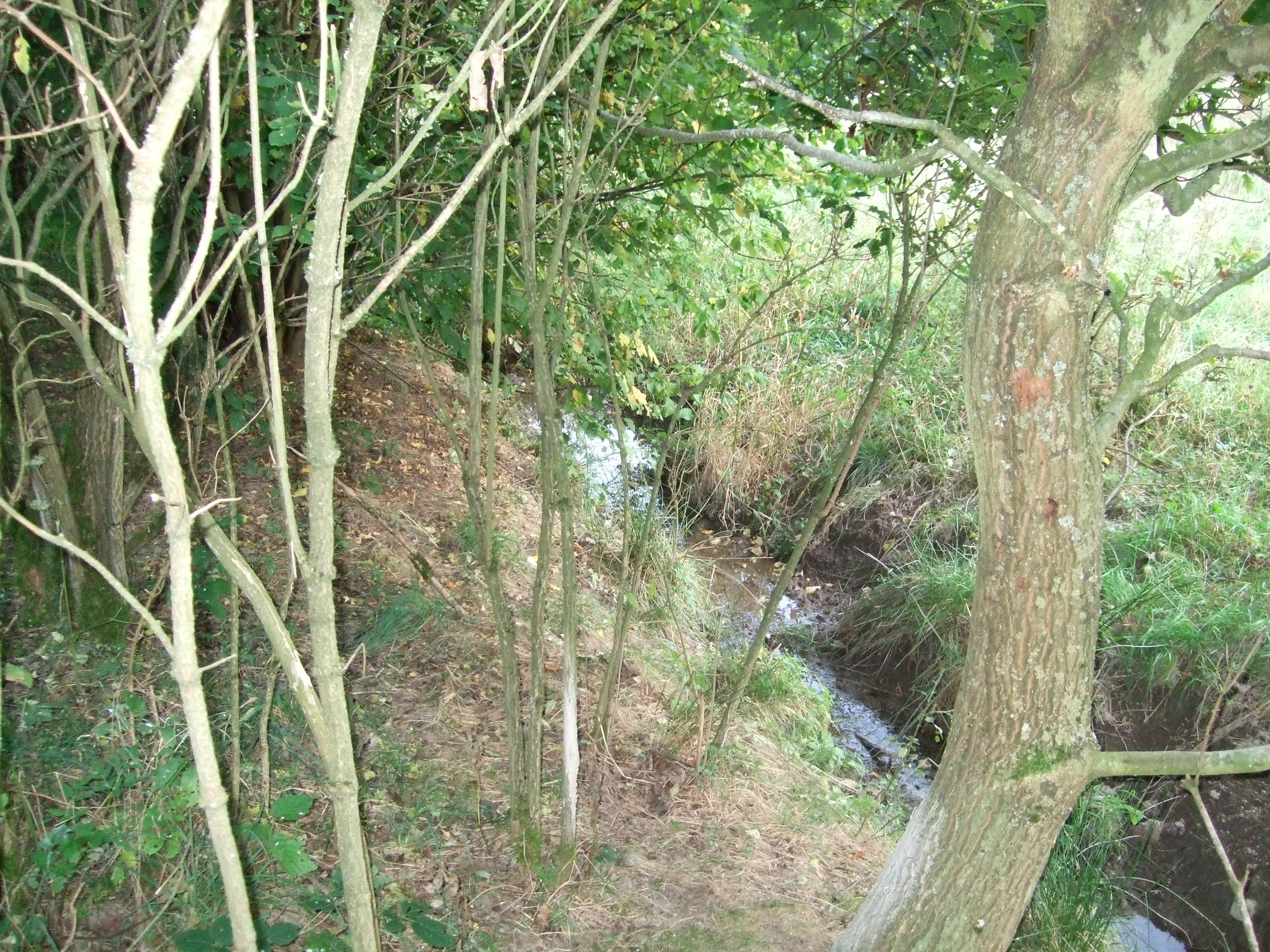

阿爾河（德語：Aar，發音：[aːɐ] ⓘ）是德國的河流，位於該國西部，屬於蘭河的左支流，河道全長60公里，發源自陶努斯山的陶努斯施泰因附近，流經巴特施瓦尔巴赫、阿尔贝根和哈恩施泰滕，河口處在迪茨。